# Xylosma peltatum
Xylosma peltatum é uma espécie de planta da família Salicaceae.
É endémica da Nova Caledónia.